# ГЕС Катагуня
ГЕС Catagunya – гідроелектростанція у Австралії в центральній частині острова Тасманія. Знаходячись між ГЕС Wayatinah (45 МВт, вище по течії) та ГЕС Repulse (29 МВт), входить до складу каскаду на річці Дервент, котра тече з Центрального нагір’я Тасманії у південно-східному напрямку до впадіння у затоку Сторм (Тасманове море) біля головного міста острова Гобарту.
В межах проекту Дервент перекрили бетонною гравітаційною греблею висотою 49 метрів та довжиною 282 метри, яка потребувала 92 тис м3 матеріалу та утримує водойму з площею поверхні 2,2 км2 і об’ємом 25,6 млн м3. При цьому, на відміну від потужних станцій верхньої частини гідровузла на Дервенті (Tarraleah, Tungatinah, Liapootah), котрі використовують протяжні дериваційні схеми, ГЕС Catagunya наближається до пригреблевого типу, властивого нижнім станціям каскаду. Необхідну для неї воду подають відкритим каналом довжиною лише 0,5 км, прокладеним від греблі по лівобережжю річки. 
Машинний зал станції обладнали двома турбінами типу Френсіс потужністю по 25 МВт, які при напорі у 44 метри забезпечують виробництво 237 млн кВт-год електроенергії на рік.
Видача продукції відбувається по ЛЕП, розрахованій на роботу під напругою 220 кВ.